# Dampfiella procera
Dampfiella procera är en kvalsterart som beskrevs av Sellnick 1931. Dampfiella procera ingår i släktet Dampfiella och familjen Dampfiellidae. Inga underarter finns listade i Catalogue of Life.